# Jan Hájek (remero)
Jan Hájek (18 de agosto de 1993) es un deportista checo que compitió en remo. Ganó una medalla de bronce en el Campeonato Europeo de Remo de 2017, en la prueba de cuatro sin timonel ligero.

## Palmarés internacional
| Campeonato Europeo | Campeonato Europeo       | Campeonato Europeo | Campeonato Europeo        |
| Año                | Lugar                    | Medalla            | Prueba                    |
| ------------------ | ------------------------ | ------------------ | ------------------------- |
| 2017               | Račice (República Checa) | Medalla de bronce  | Cuatro sin timonel ligero |